# 匈牙利鑄幣廠

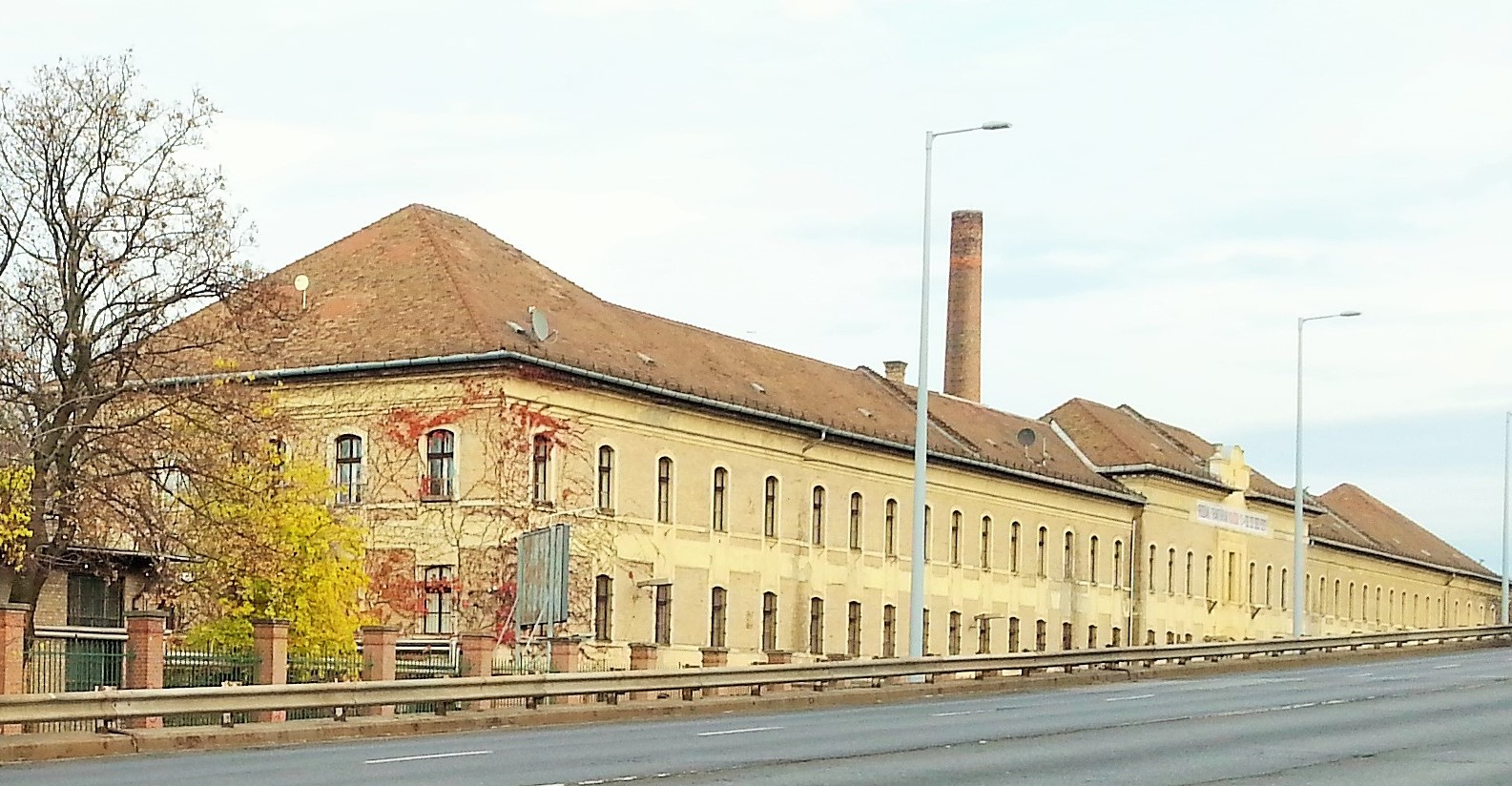

匈牙利鑄幣廠（匈牙利語：Magyar Pénzverő）是匈牙利的一個政府所有的鑄幣廠。匈牙利鑄幣廠完全由匈牙利國家銀行所有，負責鑄造匈牙利福林的硬幣。其歷史可以追溯至伊什特萬一世時期 。